# Assia Djebar
Assia Djebar (Arabisch: آسيا جبار), pseudoniem voor Fatima-Zohra Imalayen (Cherchell, Algerije, 30 juni 1936 – Parijs, 6 februari 2015), was een Algerijns (Franstalig) schrijfster, vertaalster, filmregisseuse en historica. Als schrijfster geldt ze als een der prominentste uit Noord-Afrika.

## Leven en werk
Djebar werd geboren in een Berber-familie, in Cherchell, als dochter van een leraar Frans. Dankzij de inspanningen van haar vader mocht ze gaan studeren. In 1955 was ze de eerste vrouw die werd toegelaten op de École Normale Supérieure. Daarna studeerde ze geschiedenis.
In 1957 publiceerde ze haar eerste roman, La Soif ("De dorst"), onder het pseudoniem Assia Djebar, bang dat haar vader haar literaire aspiraties zou afkeuren. Succes kreeg ze met haar romans Les Enfants du Nouveau Monde (1962) en Les Alouettes Naïves (1967), waarin ze de wensen en gevoelens van de intellectuele Arabische vrouw tot onderwerp nam. Dat thema bleef ook later als een rode draad door haar werk lopen. Bekend is L’Amour, la fantasia (1985), waarin ze haar jeugd onder Frans kolonialisme beschreef, de tegenstellingen binnen families met een dubbele cultuur, ingeklemd tussen traditie en moderniteit. Veel van haar werk is beschrijvend en psychologisch van aard. Djebar hanteerde daarbij een postmodernistische schrijfstijl met een bloemrijke dictie, waarbij ze via verschillende stemmen fictie en non-fictie (historie, cultuur, opinie) door elkaar liet lopen.
Djebar maakte in de jaren zeventig ook twee geprezen documentaire films over vrouwen in Algerije. Ze woonde en werkte afwisselend in Parijs en New York, samen met haar tweede man, de dichter Malek Alloula. In New York doceerde ze Franse literatuur aan de New York University. Sinds 2005 was ze lid van de Académie française. In 1996 won ze de Neustadt International Prize for Literature voor haar bijdrage aan de wereldliteratuur, en in 2000 de Vredesprijs van de Duitse Boekhandel. Ze werd vaak genoemd als kandidate voor de Nobelprijs voor Literatuur.
Veel van (vooral het latere) werk van Djebar is in het Nederlands vertaald. Een opvoering van haar vertaalde opera Aïsja en de vrouwen van Medina door het Onafhankelijk Toneel in Rotterdam werd in 2000 afgelast omdat de Marokkaanse zangers en actrice de vrouw van de profeet Aïsja niet wilden verbeelden na bezwaren van islamitische organisaties. De voorgenomen opvoering onder regie van Gerrit Timmers in het kader van Rotterdam Culturele Hoofdstad 2001 zou de profeet beledigen.
Djebar overleed in een ziekenhuis in Parijs op 78-jarige leeftijd.

### Film
- La Nouba des femmes du Mont Chenoua, 1977
- La Zerda ou les chants de l'oubli, 1979